# Florilegus lanierii
Florilegus lanierii är en biart som först beskrevs av Guérin-Méneville 1845.  Florilegus lanierii ingår i släktet Florilegus och familjen långtungebin. Inga underarter finns listade i Catalogue of Life.